# 한솔초등학교 (충북)
한솔초등학교는 대한민국 충청북도 청주시 서원구에 있는 초등학교다.

## 학교 연혁
- 1991. 03. 01 산남국민학교 설립인가(36학급)
- 1992. 04. 21 산남국민학교 개교
- 1996. 03. 01 한솔초등학교로 교명 개칭 (44학급)
- 1996. 03. 01 학교급식소 준공
- 1997. 02. 24 한솔초등학교 병설유치원 인가(1학급)
- 1997. 03. 01 충청북도교육청 지정 도농간 교류 학습 중심학교 운영
- 1997. 03. 17 한솔초등학교 병설 유치원 개원
- 1999.03.01 ~ 2001.02.28 청주교육대학교 교육 실습 대용 학교 운영
- 2007. 12. 10 다목적 교실(한솔관) 준공
- 2008. 03. 01 청주교육대학교 교육 실습 협력학교 운영 시작(2년 간)
- 2009. 02. 18 제17회 졸업식(177명 졸업)(총 졸업생수 : 4811명)
- 2009. 03. 01 28학급 편성 및 기초 학력 책임 지도 선도 학교 운영 시작(1년간)
- 2010. 02. 18 제18회 졸업식(181명 졸업)(총 졸업생 수 : 4,992명)
- 2010. 02. 28 청주교육대학교 교육 실습 협력 학교 종료(2년 간)
- 2010. 02. 28 기초 학력 책임 지도 선도 학교 운영 종료(1년 간)
- 2010. 03. 01 27학급 편성(특수학급 1학급 포함)
- 2011. 02. 16 제19회 졸업식(152명 졸업)(총 졸업생 수 : 5,144명)
- 2011. 03. 01 28학급 편성(특수학급 2학급 포함) 및 교육복지 선도 학교 운영 시작(2년 간)
- 2012. 02. 14 제20회 졸업식(141명 졸업)(총 졸업생 수 : 5,285명)
- 2012. 03. 01 25학급 편성(특수학급 2학급 포함)
- 2013. 02. 19 제21회 126명 졸업 (졸업생 수 : 5,411명)
- 2013. 03. 01 23학급 편성(특수학급 2학급 포함)
- 2014. 02. 19 제22회 졸업식 114명 졸업 (졸업생 수 : 5,525명)
- 2014. 03. 01 제13대 정상운 학교장 부임
- 2014. 03. 01 20학급 편성(특수학급 2학급 포함)
- 2014. 12. 22 초등돌봄교실 최우수학교(교육장상)
- 2023. 01. 06 제 31회 36명 졸업 (졸업생 수 :6,073명)
- 2023. 03. 01 제17대 양철기 교장 부임
- 2023. 03. 01 14학급 편성(특수학급 2학급 포함)
- 2023. 05. 30 제52회 전국소년체육대회(13세이하 테니스 단체전 충북 선발)
- 2024. 01. 05 제 32회 51명 졸업 (졸업생 수:6,124명)
- 2024. 03. 04 13학급 편성 (특수학급 2학급 포함)
- 2025. 01. 08 제 33회 38명 졸업 (졸업생 수: 6, 612명)
- 2025. 03. 01 제 18대 김태종 교장 부임

## 참고 자료
- 한솔초등학교 - 한국교육학술정보원 학교알리미